# Reject the Sickness
Reject the Sickness est un groupe belge de death metal, originaire de Flandre.

## Histoire
Le groupe était en phase de développement de 2007 à 2010, avant qu'un nom ne soit trouvé pour le projet en 2010, Reject the Sickness. La même année, la démo Slack Muscles Heal sort. Le groupe donne ensuite plusieurs concerts et participe au festival Brugghe Daevert en 2012. En 2013, le groupe signe un contrat d'enregistrement avec Deathwake Records. La même année, l'EP Bloodstained Eyes sort. En 2014, le groupe joue au Metal Fest d'Anvers et a participé à la finale du Wacken Metal Battle. L'année suivante, un contrat est signé avec Mighty Music, via lequel le premier album Chains of Solitude sort la même année. L'année suivante, le groupe entame une tournée en Grande-Bretagne et a participé à des festivals comme le Graspop Metal Meeting ou le Evil or Die Festival. En 2018, ils jouent aux MetalDays et sortent leur deuxième album The Weight of Silence. Depuis fin 2018, le guitariste Zoran Van Bellegem et le bassiste Jonas Messiaen rejoignent le groupe en tant que nouveaux membres, suivis en 2019 par l'EP The New Chapter.

## Style musical
Dans sa critique de Chains of Solitude, Ronny Bittner du Rock Hard écrit qu'on y entend du death metal mélodique dans le style de The Black Dahlia Murder, enrichi d'éléments progressifs. Le groupe n'atteint cependant pas la classe des groupes de death metal progressif comme Death, Pestilence ou Cynic. Le groupe considère les bons refrains dans ses chansons « plutôt comme un mal nécessaire que comme une priorité absolue » et le tempo et la conception des mélodies manquent de variabilité.
Dans un numéro suivant, Sebastian Schilling fait une critique de l'album The Weight of Silence et le qualifie de mélange moderne de death et de thrash metal, que l'on peut classer entre Dark Tranquillity, les nouveaux morceaux de At the Gates et des groupes américains comme All Shall Perish. Ce qui frappe, ce sont les « refrains puissants » qui ne sont pas chantés clairement, mais « habilement élargis avec plusieurs voix. » Parfois, les effets de guitare et la nature des rythmes rappellent Gojira. Andreas Schiffmann s'est également exprimé sur l'album et s'est montré peu enthousiaste à l'égard des refrains. Les chansons manquent plutôt de structures exigeantes, on fait des « tappings à la peinture » et on entend des « notes simples et croisées », « ce que même les Scandinaves n'ont plus le courage de faire, alors qu'ils ont par inadvertance invoqué les esprits malveillants du death mélodique. » Les rythmes sont volontairement encombrants, mais n'atteignent ni la puissance ni le groove de Gojira. Le groupe essaie d'être progressif, mais il n'en ressort que du « metal semi-technique avec des hurlements inexpressifs. » Dans un numéro suivant, Schiffmann décrit la musique de l'album comme du death metal semi-technique. Lors d'une interview avec lui, Guy Vercruysse, qui écrit les paroles des chansons, déclare que toutes les chansons de l'album parlaient de son travail dans un hôpital psychiatrique pour jeunes. Anthalerero de stormbringer.at classe The New Chapter dans le death metal mélodique et le metalcore. Le groupe se veut assez moderne et utilise des riffs plats, mais il ne parvient pas à être mémorable, car les chansons sont trop interchangeables.

## Discographie
- 2010 : Slack Muscles Heal (démo)
- 2013 : Bloodstained Eyes (EP)
- 2015 : Chains of Solitude (album, Mighty Music)
- 2018 : My Ire (single, Mighty Music)
- 2018 : Face the Storm (single, Mighty Music)
- 2018 : The Weight of Silence (album, Mighty Music)
- 2019 : The New Chapter (EP, Mighty Music)
- 2021 : While our World Dissolves (Worm Hole Death Records)
- 2022 : Chains of Solitude MMXXII (réédition du premier album en format digipack)